# Калнин, Август Янович
Август Я́нович Ка́лнин (латыш. Augusts Kalniņš; 1889, Лифляндская губерния, — 11 марта 1941) — советский партийный и государственный деятель.

## Биография
Член РСДРП(б) с 1913 года.
С 1919 года председатель Витебского губернского совета профсоюзов, затем председатель Витебского губернского СНХ.
В 1924—1927 — председатель ВСНХ БССР.
С 1927 года одновременно нарком рабоче-крестьянской инспекции БССР и председатель Центральной контрольной комиссии КП(б)Б, с 1930 года заместитель председателя СНК БССР.
С 1932 по январь 1934 года председатель Нижне-Волжской краевой контрольной комиссии ВКП(б).
Член Бюро ЦК КП(б)Б в 1922—1923 и 1925—1927 годах, член ЦК КП(б)Б в 1924—1927 годах. Член Центральной контрольной комиссии ВКП(б) в 1927—1934 годах.